# 1,1,1,2-Tétrachloro-2,2-difluoroéthane
Le 1,1,2,2-Tétrachloro-1,2-difluoroéthane ou R-112a ou encore CFC-112a est un halogénoalcane de la famille des chlorofluorocarbures (CFC).
Sa formule brute est C2Cl4F2, sa formule semi-développée Cl3C-CClF2.